# Jodofor
Jodofor je přípravek obsahující jod v komplexu s rozpouštěcím činidlem, například tenzidem nebo povidonem (v tomto případě jde o jodovaný povidon). Výsledkem je ve vodě rozpustná látka, která v roztoku uvolňuje volný jod. Jodofory se připravují směšování jodu s rozpouštěcím činidlem; proces lze urychlit zahříváním.

## Domácí použití
Zředěný jodofor se často používá při domácím vaření piva a domácí výrobě vína k sanitaci zařízení a láhví. Výhodou oproti jiným sanitizérům je, že pokud se použije ve správném poměru, přechází z roztoku přímo do plynné fáze a nezanechává žádný zbytek. Na plastových částech, se kterými se dostane do kontaktu, může zanechat nehezké oranžovohnědé zbarvení.
Jodofor je k dispozici v různých koncentracích a před použitím se dále ředí vodou. Vhodné ředění bývá napsáno na obalu přípravku, většinou je 1:1000 nebo 1:100. Zařízení, které má být sanitováno, by se mělo nejprve důkladně vyčistit a po aplikaci roztoku tento nechat působit nejméně 2 minuty.